# Tennis-Bundesliga (Herren)
Die Tennis-Bundesliga ist die höchste Spielklasse im deutschen Mannschaftstennis der Herren. Sie ist unterteilt in die 1. Bundesliga, die seit 1972 ausgespielt wird, und die 2. Bundesliga (seit 2001).
Die zu Saisonende erstplatzierte Mannschaft der 1. Tennis-Bundesliga ist Deutscher Meister. In den bisherigen 52 Spielzeiten der Tennis-Bundesliga gewannen 15 verschiedene Vereine den Meistertitel. Erfolgreichster Verein ist TC Blau-Weiss Neuss mit zehn Bundesliga-Meisterschaften.
Die Firma Tennis-Point ist der Namensgeber der Tennis-Point-Bundesliga.

## Spielmodus
Gespielt werden die Begegnungen von Anfang Juli bis Mitte August in einer einfachen Runde an insgesamt neun Spieltagen.
Jede Begegnung umfasst sechs Spielpaarungen. Begonnen wird mit vier Einzel, anschließend folgen zwei Doppel. Sieger einer Spielpaarung ist, wer zuerst zwei Sätze gewonnen hat. Falls ein dritter und entscheidender Satz benötigt wird, wird dieser im Match-Tie-Break auf zehn Spielpunkte ausgespielt.
Die Spielpaarungen im Einzel ergeben sich aus den Weltranglistenplatzierungen der Spieler nach den French Open in Paris. Hierbei treten die beiden bestplatzierten Einzelspieler beider Mannschaften gegeneinander an, die beiden Zweitplatzierten usw. Im Doppel wird die Summe der beiden Doppelspieler in der vereinsinternen Setzliste, die sich aus den Weltranglistenpositionen der Spieler ergibt, addiert. Die beiden Doppelspieler, deren Summe niedriger ist, treten gegen das bessere Doppel der gegnerischen Mannschaft an.
Die siegreiche Mannschaft erhält zwei Punkte, bei Unentschieden erhält jede Mannschaft einen Punkt.
Seit Einführung der eingleisigen Bundesliga zur Saison 2005 ist der Erstplatzierte der Abschlusstabelle Bundesligameister. Die beiden Letztplatzierten steigen in die 2. Bundesliga ab und werden durch die beiden Erstplatzierten der geteilten 2. Bundesliga ersetzt.
Bis zur Saison 2004 wurde die Meisterschaft unter den beiden Bestplatzierten der beiden Bundesliga-Gruppen A und B durch Halbfinalspiele und Endspiel ermittelt. Die Letztplatzierten der beiden Gruppen ermittelten unter sich den Absteiger.
Weil der logistische Aufwand und auch die finanziellen Anforderungen an eine Bundesligamannschaft stetig zunehmen, verzichten Aufsteiger immer wieder auf ihr Aufstiegsrecht, verbleiben in derselben Spielklasse oder gehen sogar freiwillig in eine niedrigere Klasse zurück. Dieser Umstand befeuert immer wieder die Diskussion, ob man die höchsten deutschen Spielklassen im Tennis als ein- oder zweigleisige Ligen fortführen soll.

## Zuschauer
In der Saison 2008 wurden bei 45 Begegnungen rund 65.000 Zuschauer gezählt, was einer durchschnittlichen Besucherzahl von 1444 Personen entspricht.

## Geschichte
Der 1902 in Berlin von Carl August von der Meden gegründete „Deutsche Lawn Tennis Bund“ (später: DTB) führte aufgrund seiner hohen Teilnehmerzahl 1972 die deutsche Tennis-Bundesliga ein. Seinerzeit gab es 15 Landesverbände mit mehr als 800 Vereinen und rund 80.000 Mitgliedern. 2012 hatte der DTB 18 Landesverbände mit 1.586.633 Mitgliedern. Durch Gründung der Bundesliga wollte man die Endrunde übersichtlicher gestalten und das deutsche Tennis populärer machen.
Bereits 1970 stellte der Verband Schleswig-Holstein auf einer Mitgliederversammlung erstmals den Antrag auf Einführung einer Bundesliga, zog diesen aber im Laufe der Sitzung wieder zurück.
In der 1972 schließlich gegründeten Liga wurde zu Beginn mit zehn Vereinen, unterteilt in zwei Gruppen zu je fünf Vereinen, nach den Regeln der ITF gespielt. Qualifiziert waren der Berliner Verbandsmeister von 1971 sowie die drei Vorrundensieger der Deutschen Vereinsmeisterschaft. Die übrigen sechs Vereine wurden in Ausscheidungsspielen zwischen den 13 Vizemeistern der Verbände und den verbliebenen neun Teilnehmern der Vorrunde ermittelt.
Der LTTC Rot-Weiß Berlin wurde 1972 mit einem 7:2-Sieg gegen den HTC Schwarz-Weiss Bonn erster deutscher Bundesliga-Meister. Er blieb es auch die nächsten vier Jahre.
Auf der Mitgliederversammlung 1974 entschied man, die Bundesliga auf zwölf Vereine aufzustocken. 1979 wurde die Bundesliga in zwei Gruppen zu je sechs Vereinen aufgeteilt, die jeweils eine Hin- und Rückrunde ausspielten. Die Spielergehälter stiegen analog zur Popularität der Liga, die vom Generalsekretär des Deutschen Tennis-Bundes, Georg Stoves, erstmals als „Liga der dicken Brieftaschen“ bezeichnet wurde.
Aufgrund des Bosman-Urteils von 1996 wurde auch Ausländern mit Wohnsitz in einem EU-Land ein uneingeschränkter Einsatz erlaubt. Seitdem waren Spieler in den Vereinen zu finden, die unter den Besten 25 der Weltrangliste waren, wie beispielsweise der Schwede Magnus Norman für TC Blau-Weiss Halle und viele andere. Damit einher ging auch die Aufstockung der Meldelisten. Umfassten diese in den 70er Jahren noch acht bis neun Namen, wuchs die Teilnehmerzahl nun enorm. Viele ausländische Spieler waren im Laufe der Bundesliga bei Turnieren engagiert, was immer wieder große Fluktuation in der Mannschaftsmeldung mit sich brachte.
Um dies zu vermeiden, durften seit der Saison 2001 Spieler, die unter den Top-50-Spielern des aktuellen Champions-Race-Rankings waren, nicht mehr eingesetzt werden; zudem wurde die Meldeliste auf 14 Spieler beschränkt. Der Einsatz der Top-Spieler musste natürlich auch bezahlt werden. Dadurch kam es zu enormen Schwierigkeiten der Vereine, was auch zu freiwilligem Verzicht auf die Teilnahme an der Bundesliga führte.
Das führte 1999 zu einer weiteren Reform der Bundesliga. Zunächst wurde nur noch mit elf Teams in einer Gruppe gespielt. Der Tabellenletzte stieg ab, Gruppenerster und Zweiter trugen zwei Endspiele aus. Nach dem freiwilligen Rückzug von drei Vereinen wurde die Liga im Jahr darauf auf zehn Vereine reduziert, mit wiederum zwei Endspielen der beiden Tabellenersten sowie dem Abstieg des Letzten.
2001 kam die nächste Reform mit einer Reduzierung auf neun Klubs. Als Unterbau wurde die 2. Bundesliga geschaffen, die, bis auf 2010 bis 2013, in eine Nord- und eine Südgruppe unterteilt ist. Seit 2005 ist der Tabellenführer der 1. Bundesliga nach dem letzten Spieltag zugleich Deutscher Meister.

### Die Bundesliga-Meister bzw. die Deutschen Mannschaftsmeister
| Rang | Verein                     | Bundesliga-Meisterschaften | Meisterschaftsjahre                                        |
| ---- | -------------------------- | -------------------------- | ---------------------------------------------------------- |
| 1    | TC Blau-Weiss Neuss        | 10                         | 1983, 1984, 1985, 1986, 1987, 1988, 1989, 1991, 1992, 1994 |
| 2    | TK Grün-Weiss Mannheim     | 8                          | 1993, 1996, 2005, 2007, 2010, 2018, 2019, 2021             |
| 3    | TC Amberg am Schanzl       | 6                          | 1978, 1979, 1980, 1981, 1982, 1998                         |
| 4    | TC Blau-Weiss Halle        | 5                          | 1995, 2006, 2014, 2015, 2017                               |
| 4    | TK Kurhaus Lambertz Aachen | 5                          | 2008, 2009, 2011, 2012, 2013                               |
| 6    | LTTC Rot-Weiß Berlin       | 5                          | 1972, 1973, 1974, 1975, 1976                               |
| 7    | ETuF Essen                 | 4                          | 1997, 1999, 2000, 2002                                     |
| 8    | TC Blau-Weiß Sundern       | 2                          | 2003, 2004                                                 |
| 8    | TC Bredeney                | 2                          | 2023, 2025                                                 |
| 10   | Badwerk Gladbacher HTC     | 1                          | 2016                                                       |
| 10   | Dinslakener TG Blau-Weiss  | 1                          | 2001                                                       |
| 10   | MTTC Iphitos               | 1                          | 1990                                                       |
| 10   | HTV Hannover               | 1                          | 1977                                                       |
| 10   | Rochusclub                 | 1                          | 2022                                                       |
| 10   | TC Großhesselohe           | 1                          | 2024                                                       |

### Deutsche (Mannschafts-)Meister
| Jahr                                                            | Gegner                                           | Ergebnis                                         |
| --------------------------------------------------------------- | ------------------------------------------------ | ------------------------------------------------ |
| 1972                                                            | LTTC Rot-Weiß Berlin – HTC Schwarz-Weiss Bonn    | 7:2                                              |
| 1973                                                            | LTTC Rot-Weiß Berlin – HTV Hannover              | 8:1                                              |
| 1974                                                            | LTTC Rot-Weiß Berlin – HTV Hannover              | 6:3                                              |
| 1975                                                            | LTTC Rot-Weiß Berlin – Palmengarten Frankfurt    | 5:4                                              |
| 1976                                                            | LTTC Rot-Weiß Berlin – HTV Hannover              | 7:2                                              |
| 1977                                                            | HTV Hannover – LTTC Rot-Weiß Berlin              | 5:4                                              |
| 1978                                                            | TC Amberg am Schanzl – LTTC Rot-Weiß Berlin      | 6:1                                              |
| 1979                                                            | TC Amberg am Schanzl – Blau-Weiss Neuss          | 7:2                                              |
| 1980                                                            | TC Amberg am Schanzl – LTTC Rot-Weiß Berlin      | 6:3                                              |
| 1981                                                            | TC Amberg am Schanzl – Blau-Weiss Neuss          | 7:2                                              |
| 1982                                                            | TC Amberg am Schanzl – Blau-Weiss Neuss          | 5:4                                              |
| 1983                                                            | Blau-Weiss Neuss – LTTC Rot-Weiß Berlin          | 6:3                                              |
| 1984                                                            | Blau-Weiss Neuss – TC Amberg am Schanzl          | 5:1                                              |
| 1985                                                            | Blau-Weiss Neuss – Iphitos München               | 6:3                                              |
| 1986                                                            | Blau-Weiss Neuss – TC Großhesselohe München      | 6:3                                              |
| 1987                                                            | Blau-Weiss Neuss – TC Großhesselohe München      | 8:1                                              |
| 1988                                                            | Blau-Weiss Neuss – Waldau Stuttgart              | 5:4                                              |
| 1989                                                            | Blau-Weiss Neuss – Iphitos München               | 5:4                                              |
| 1990                                                            | MTTC Iphitos – Blau-Weiss Neuss                  | 4:5, 6:0                                         |
| 1991                                                            | Blau-Weiss Neuss – TC Bamberg                    | 6:3, 6:3                                         |
| 1992                                                            | Blau-Weiss Neuss – ETuF Essen                    | 7:2, 8:1                                         |
| 1993                                                            | TK Grün-Weiss Mannheim – Blau-Weiss Neuss        | 5:4, 5:1                                         |
| 1994                                                            | Blau-Weiss Neuss – ETuF Essen                    | 4:5, 6:3                                         |
| 1995                                                            | TC Blau-Weiss Halle – Oberhausener THC           | 7:2, 3:6                                         |
| 1996                                                            | TK Grün-Weiss Mannheim – ETuF Essen              | 6:3, 5:1                                         |
| 1997                                                            | ETuF Essen – TC Blau-Weiss Halle                 | 5:4, 5:4                                         |
| 1998                                                            | TC Amberg am Schanzl – TC Bad Homburg            | 6:3, 5:4                                         |
| 1999                                                            | ETuF Essen – TK Grün-Weiss Mannheim              | 5:4, 6:3                                         |
| 2000                                                            | ETuF Essen – Blau-Weiss Neuss                    | 8:1, 5:4                                         |
| 2001                                                            | Dinslakener TG Blau-Weiss – ETuF Essen           | 6:3, 3:6                                         |
| 2002                                                            | ETuF Essen – TC Blau-Weiß Sundern                | 6:3, 4:2                                         |
| 2003                                                            | TC Blau-Weiß Sundern – Rochusclub Düsseldorf     | 8:1, 4:2                                         |
| 2004                                                            | TC Blau-Weiß Sundern – Rochusclub Düsseldorf     | 5:4, 5:1                                         |
| seit 2005 ist der Tabellenerste Deutscher (Mannschafts-)Meister |                                                  |                                                  |
| 2005                                                            | TK Grün-Weiss Mannheim                           | TK Grün-Weiss Mannheim                           |
| 2006                                                            | TC Blau-Weiss Halle                              | TC Blau-Weiss Halle                              |
| 2007                                                            | TK Grün-Weiss Mannheim                           | TK Grün-Weiss Mannheim                           |
| 2008                                                            | Kurhaus Lambertz Aachen                          | Kurhaus Lambertz Aachen                          |
| 2009                                                            | Kurhaus Lambertz Aachen                          | Kurhaus Lambertz Aachen                          |
| 2010                                                            | TK Grün-Weiss Mannheim                           | TK Grün-Weiss Mannheim                           |
| 2011                                                            | Kurhaus Lambertz Aachen                          | Kurhaus Lambertz Aachen                          |
| 2012                                                            | Kurhaus Lambertz Aachen                          | Kurhaus Lambertz Aachen                          |
| 2013                                                            | Kurhaus Lambertz Aachen                          | Kurhaus Lambertz Aachen                          |
| 2014                                                            | TC Blau-Weiss Halle                              | TC Blau-Weiss Halle                              |
| 2015                                                            | TC Blau-Weiss Halle                              | TC Blau-Weiss Halle                              |
| 2016                                                            | Badwerk Gladbacher HTC                           | Badwerk Gladbacher HTC                           |
| 2017                                                            | TC Blau-Weiss Halle                              | TC Blau-Weiss Halle                              |
| 2018                                                            | TK Grün-Weiss Mannheim                           | TK Grün-Weiss Mannheim                           |
| 2019                                                            | TK Grün-Weiss Mannheim                           | TK Grün-Weiss Mannheim                           |
| 2020                                                            | aufgrund der COVID-19-Pandemie nicht ausgetragen | aufgrund der COVID-19-Pandemie nicht ausgetragen |
| 2021                                                            | TK Grün-Weiss Mannheim                           | TK Grün-Weiss Mannheim                           |
| 2022                                                            | Rochusclub                                       | Rochusclub                                       |
| 2023                                                            | TC Bredeney                                      | TC Bredeney                                      |
| 2024                                                            | TC Großhesselohe                                 | TC Großhesselohe                                 |
| 2025                                                            | TC Bredeney                                      | TC Bredeney                                      |

|                              |
| Deutscher Mannschaftsmeister |

### Teilnehmer der Bundesliga
Teilnehmer der Bundesliga-Saison 2025 sind fett gedruckt. Die Spielzeit 2020 entfiel aufgrund der COVID-19-Pandemie und ist daher unter Jahre insgesamt nicht berücksichtigt.
| Verein                             | Saison                                                  | Jahre insgesamt |
| ---------------------------------- | ------------------------------------------------------- | --------------- |
| TK Grün-Weiss Mannheim             | 1975–1984, 1986–2002, seit 2004                         | 47 Jahre        |
| TC Blau-Weiss Neuss                | 1979–1994, 1996–1997, 1999–2016, 2018, 2021–2023, 2025– | 39 Jahre        |
| Rochusclub Düsseldorf              | 1976–1977, 1991–2022                                    | 34 Jahre        |
| HTC Blau-Weiß Krefeld              | 1972, 1974–1979, 1981, 1999–2000, 2002, 2005–2022       | 29 Jahre        |
| ETuF Essen                         | 1974–1985, 1987, 1990–2003, 2008–2009                   | 29 Jahre        |
| TC Amberg am Schanzl               | 1975–1987, 1991, 1994–1999, 2009–2012                   | 24 Jahre        |
| LTTC Rot-Weiß Berlin               | 1972–1984, 1986–1991, 1995, 1997, 2000                  | 22 Jahre        |
| HTV Hannover                       | 1972–1982, 1984–1986, 1989–1996                         | 22 Jahre        |
| TC Blau-Weiss Halle                | 1994–1999, 2004–2018                                    | 21 Jahre        |
| TEC Waldau                         | 1973, 1975–1977, 1979–1994                              | 20 Jahre        |
| TK Kurhaus Lambertz Aachen         | seit 2004                                               | 20 Jahre        |
| TC Rüppurr Karlsruhe               | 1977–1990, 1992, 1998, 2004–2005                        | 18 Jahre        |
| 1. FC Nürnberg                     | 1987–1990, 1992–1996, 1998, 2005–2007, 2010–2012, 2015  | 17 Jahre        |
| MTTC Iphitos                       | 1977–1978, 1980–1986, 1988–1993, 1996–1997              | 17 Jahre        |
| Klipper Hamburg                    | 1972–1980, 1982–1987                                    | 15 Jahre        |
| TC Großhesselohe                   | 1983, 1985–1989, 1993–1995, 2003, seit 2019             | 15 Jahre        |
| TC Bamberg                         | 1981–1982, 1984–1992, 2002–2004                         | 14 Jahre        |
| TC Rot-Weiß Hagen                  | 1980, 1988, 1990–2001                                   | 14 Jahre        |
| RTHC Bayer Leverkusen              | 1982–1994                                               | 13 Jahre        |
| Badwerk Gladbacher HTC             | seit 2014                                               | 10 Jahre        |
| Erfurter TC Rot-Weiß               | 2006–2008, 2010–2014                                    | 8 Jahre         |
| Frankfurter TC Palmengarten        | 1975–1980, seit 2023                                    | 8 Jahre         |
| Dinslakener TG Blau-Weiss          | 1997–2003                                               | 7 Jahre         |
| KTHC Stadion Rot-Weiß              | 2015–2021, seit 2025                                    | 6 Jahre         |
| Wacker Burghausen                  | 2000–2003, 2012–2013                                    | 6 Jahre         |
| Oberhausener THC                   | 1995–1999, 2003                                         | 6 Jahre         |
| TV Reutlingen                      | 2006–2008, 2014, 2018                                   | 5 Jahre         |
| TC Blau-Weiss Berlin               | 1972–1975, 1979                                         | 5 Jahre         |
| TC Grün-Weiss Luitpoldpark München | 1972–1976                                               | 5 Jahre         |
| TC Blau-Weiß Sundern               | 2001–2004                                               | 4 Jahre         |
| Postkeller Weiden                  | 1995–1998                                               | 4 Jahre         |
| HTC Schwarz-Weiss Bonn             | 1972–1975                                               | 4 Jahre         |
| TK Blau-Weiss Aachen               | 2016–2017, 2019, seit 2024                              | 4 Jahre         |
| TSV 1860 Rosenheim                 | seit 2021                                               | 4 Jahre         |
| TC Weinheim                        | 2017–2019                                               | 3 Jahre         |
| Bremerhavener TV 1905              | 2009, 2013–2014                                         | 3 Jahre         |
| TC Ladenburg                       | 1972, 1976, 1978                                        | 3 Jahre         |
| Schwarz-Gelb Heidelberg            | 1972–1974                                               | 3 Jahre         |
| TC Bredeney                        | seit 2022                                               | 3 Jahre         |
| TuS Sennelager                     | 2019–21                                                 | 2 Jahre         |
| TC Bruckmühl-Feldkirchen           | 2013, 2016                                              | 2 Jahre         |
| Solinger TC 1902                   | 2007–2008                                               | 2 Jahre         |
| TC Max Aicher Piding               | 2005–2006                                               | 2 Jahre         |
| KHTC Mülheim an der Ruhr           | 2000–2001                                               | 2 Jahre         |
| TC Bad Homberg                     | 1998–1999                                               | 2 Jahre         |
| TC Schießgraben Augsburg           | 1973–1974                                               | 2 Jahre         |
| Tennispark Versmold                | 2023–2024                                               | 2 Jahre         |
| Eintracht Frankfurt                | 1972–1973                                               | 2 Jahre         |
| BASF TC Ludwigshafen               | 2022                                                    | 1 Jahr          |
| TV Espelkamp-Mittwald              | 2009                                                    | 1 Jahr          |
| TK Sinzig                          | 1993                                                    | 1 Jahr          |
| TC Weissenhof Stuttgart            | 1989                                                    | 1 Jahr          |
| TEV Kelkheim                       | 1988                                                    | 1 Jahr          |
| TC Ravensburg                      | 1985                                                    | 1 Jahr          |
| TC Weiden (Köln)                   | 1983                                                    | 1 Jahr          |
| TC Konstanz                        | 1981                                                    | 1 Jahr          |
| TC Vilsbiburg                      | 1978                                                    | 1 Jahr          |
| TC Augsburg                        | 2024                                                    | 1 Jahr          |

Stand: bis einschließlich Saison 2014, Teams mit mindestens fünf Spielzeiten 